# Up the Academy
 (janvier 2020).
Pour plus de détails, voir Fiche technique et Distribution.
Mad Magazine Presents Up the Academy est un film américain pour adolescents réalisé en 1980 par Robert Downey Sr..

## Synopsis
L'intrigue concerne les ébats scandaleux d'un groupe d'inadaptés dans une école militaire.

## Distribution
Sauf indication contraire, les informations mentionnées dans cette section peuvent être confirmées par la base de données cinématographiques IMDb,  présente dans la section « Liens externes ».
- Wendell Brown (VF : Ludovic Baugin) : Ike
- Tommy Citera (VF : Vincent de Boüard) : Hash
- Harry Teinowitz : Rodney Ververgaert
- Hutch Parker (VF : Taric Mehani) : Oliver
- Ralph Macchio (VF : Adrien Solis) : Chooch
- Tom Poston : Sisson
- King Coleman : le révérend MacArthur
- Barbara Bach (VF : Susan Sindberg) : Bliss
- Ian Wolfe : le commandant Causeway
- Antonio Fargas : le coach
- Stacey Nelkin : Candy
- Leonard Frey : Keck
- Candy Ann Brown : Nubia
- Ron Leibman (VF : Patrick Béthune) : le major Vaughn Liceman (non crédité)
- Robert Downey Jr. : un des membres de l'équipe de football (non crédité)

 Source et légende : version française (VF) sur RS Doublage